# Rijsoort en Strevelshoek

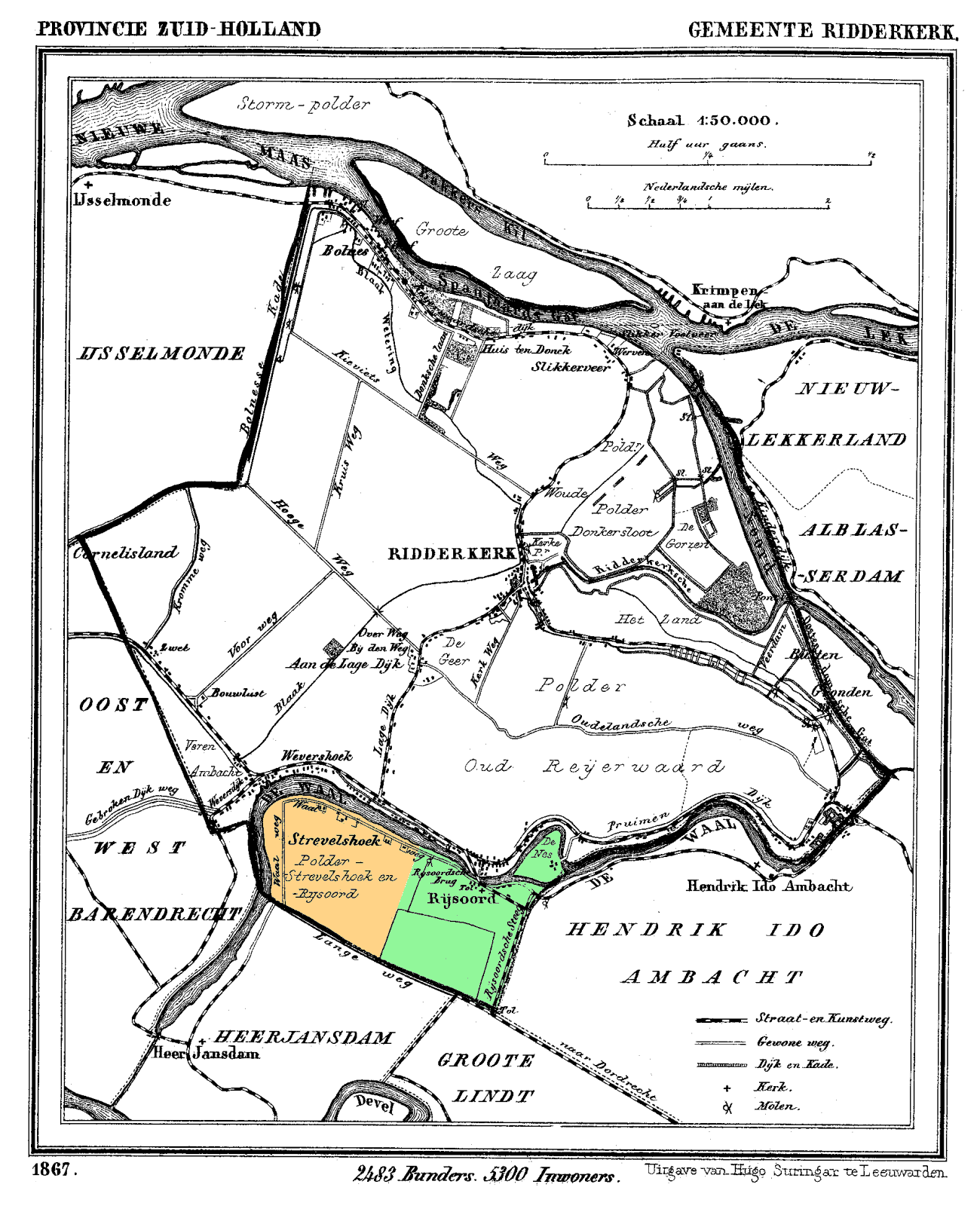
Rijsoord (groen) en Strevelshoek (oranje) als onderdeel van de gemeente Ridderkerk op een kaart uit 1867

Rijsoort en Strevelshoek is een voormalige Nederlandse gemeente in de provincie Zuid-Holland.
Deze gemeenten ontstond op 1 januari 1846 bij het samengaan van de gemeenten Rijsoort (Rijsoord) en Strevelshoek, beide gelegen in de polder Rijsoord en Strevelshoek. Op 1 september 1855 was er in Zuid-Holland een grote gemeentelijke herindeling waarbij deze fusiegemeente opging in de  noordelijker gelegen gemeente Ridderkerk. 